# Dactylicapnos macrocapnos
Dactylicapnos macrocapnos är en vallmoväxtart. Dactylicapnos macrocapnos ingår i släktet Dactylicapnos och familjen vallmoväxter.

## Underarter
Arten delas in i följande underarter:
- D. m. echinosperma
- D. m. macrocapnos